# Aleksandar Busnić
Aleksandar Busnić (Belgrado, 4 de diciembre de 1997) es un futbolista serbio que juega en la demarcación de centrocampista para el F. C. Vizela de la Segunda División de Portugal.

## Selección nacional
Hizo su debut con la selección de fútbol de Serbia en un partido amistoso contra República Dominicana que finalizó con un resultado de empate a cero.

## Clubes
| Club                 | País     | Año       | Partidos | Goles |
| -------------------- | -------- | --------- | -------- | ----- |
| OFK Žarkovo (cedido) | Serbia   | 2016-2017 | 36       | 3     |
| FK Bežanija (cedido) | Serbia   | 2017-2018 | 23       | 4     |
| FK Rad               | Serbia   | 2018-2021 | 79       | 2     |
| FK Vojvodina         | Serbia   | 2021-2023 | 63       | 2     |
| F. C. Vizela         | Portugal | 2023-     | 48       | 2     |